# Wilhelm Zaisser
Wilhelm Zaisser (20. juni 1893 – 3. marts 1958) var en tysk politiker og den første minister for statens sikkerhed i DDR, en stilling han havde fra 1950 til 1953. 
Ved grundlæggelsen af Stasi i februar 1950 blev Wilhelm Zaisser chef og Erich Mielke hans stedfortræder med rang af statssekretær. Efter Folkeopstanden 17. juni 1953 blev Zaisser afsat, og Ernst Wollweber blev ny leder.